# Mándics Mihály
Mándics Mihály, Mijo Mandič (Csávoly, 1928. szeptember 4. – Baja, 2020. szeptember 9.) magyarországi bunyevác származású pedagógus, iskolaigazgató, országgyűlési képviselő.

## Életpályája
Bunyevác paraszti családban született Csávolyon, földműves apától és varrónő anyától. Az óvodában tanult meg a magyarul. A hat elemi osztályt szülőfalujában végezte. Baján járt polgári fiúiskolába. A Kalocsán elkezdett (1943) tanítóképzőt Baján fejezte be (1948). Szaktanítói képesítést szerzett Budapesten (1953, Délszláv nyelv és irodalom),
Nyíregyházán (1964, Mezőgazdasági ismeretek és gyakorlatok). Általános iskolai tanári képesítést a Szegedi Tanárképző Főiskolán. A JATE Bölcsésztudományi karán doktorált (1987), értekezésének címe: A magyarországi bunyevácok története.
1950-ben kötött házasságot, két lánygyermekük született.

### Állomáshelyei
1948-ban Józsefháza-pusztán tanító; 1949–1955 között a csávolyi kultúrotthon, majd a Délszláv iskola igazgatója; 1955–1957 között a csávolyi iskola igazgató-helyettese; 1957–1963 között csávolyi iskolaigazgató. 1963–1981 között országgyűlési képviselő, 1981-ben megyei helytörténeti felügyelő, majd 1982–1988 között ismét szülőfalujában, Csávolyban iskolaigazgató.

## Művei
- 1968 Krónikaírók a bajai járásban. Honismeret 10. 37–40.
- 1968 Veszélyeztetett környezetben élő gyermekek gondjairól. Művelődésügyünk 13. 124–133. Kecskemét
- 1969 Fejezetek Csávoly község krónikájából. 1944–1964. 190 p. Csávoly
- 1971 A felejthetetlen október hatása községünkben. In (szerk. Glatz Ferenc): Helytörténeti tanulmányok és krónikák a felszabadult
- Magyarország történetéből. 230-242. Budapest
- 1971 A hátrányos helyzetű tanyasi gyermekek diákotthonáról és hazafias neveléséről. In (szerk. Kiss Árpád): V. Nevelésügyi kongresszus II. k. 69–71. Budapest
- 1972 Köszöntő iskolamúzeumunk és híradónk avatására. In (szerk. Mándics Mihály): Csávoly község honismereti szakkörének Értesítője 1. sz. 1–5. Csávoly
- 1973 Emlékezés a jugoszláviai ösztöndíjas tanulmányutamról. In (szerk. Mándics Mihály): Csávoly község honismereti szakkörének Értesítője 2. sz. 4–8. Csávoly
- 1975 Svadbeni običaji čavoljskih Bunjevaca. (Lakodalmi szokások a csávolyi bunyevácoknál). Etnografija Južnih Slavena u Madarskoj. Főszerkesztő: Balassa Iván 1. k. 113–148.
- 1975 A csávolyi iskola. A pedagógia időszerű kérdései hazánkban 35. 107 p. Budapest
- 1976 Honismeret és hazafiság. In: Több nyelven egy akarattal. Szerk.: Áts Erika 78–81. Budapest
- 1977 Seoski muzej u Čavolju. A csávolyi falumúzeum. In: Főszerkesztő: Balassa Iván. Etnografija Južnih Slavena u Madarskoj II. k. 193–217. Budapest
- 1977 Hozzászólás a közművelődési törvény parlamenti vitájához. In (szerk. Füleki József, Herczeg Ferenc): Közművelődési kézikönyv 283–284. Budapest
- 1979 Poglavja uz kroniku DSJS-a. Fejezetek az MDDSz krónikájából. In: Iz naše prošlosti I. k. Szerkesztő Mándics Mihály, Mándity Marin. 129–185. Budapest
- 1979 Gyula Ortutay 1910–1978. In: Etnografija Južnih Slavenau Madarskoj III. k. Főszerkesztő: Balassa Iván 7–8. Budapest
- 1981 Podaci o školstvu županiji Bács-Kiskun. Adatok a bácskai oktatásügy történetéhez. In (szerk. Mándics Mihály – Mándity Marin): Iz naše prošlosti III. kötet. 121–180. Budapest
- 1981 A kétnyelvű délszláv krónikaírás és a néprajz kapcsolata. In (szerk. Eperjessy Ernő – Krupa András): A II. Békéscsabai Nemzetiségkutató Konferencia előadásai II. 619–635. Budapest–Békéscsaba
- 1983 A jelen a jövő múltja. Jubilál a csávolyi krónikaírás és a falumúzeum. Népfront 28. évf. 11. sz. (1983. nov.), p. 56–57. Budapest
- 1983 A csávolyi délszlávok anyanyelvi oktatásáról 1748–1948–1978. Bács-Kiskun megye múltjából V. 497–536. Kecskemét
- 1984 Húsvéti cifra alma és narancs a bunyevácoknál. In: Bács-Kiskun megyei honismereti közlemények. 85–86. Csávoly
- 1984 Csávoly község 800 éves krónikájából: múlt és jelen egy nemzetiségi faluban = Iz osamstoljetne kronike Čavolja: prošlost i sadašnjost jednog narodnosnog sela. 235 p. Budapest
- 1986 A csávolyi bunyevácok lakodalmi szokásai. Cumania 9. 339–404. Kecskemét
- 1987 Három évszázad az új hazában. Letelepedésük 300. évfordulójára emlékeznek a bácskai bunyevácok. In: Bács-Kiskun megyei honismereti közlemények 7–8. 95–101. Kecskemét
- 1987 Nemzetiség – szocializmus – közművelődés. Áttekintés a megye bunyevác lakosságának közművelődéséről. In: Bács-Kiskun megye múltjából IX. 167–210. Kecskemét
- 1988 Háromszáz éve telepedtek le a bácskai bunyevácok. Honismeret 16. évf. 1. sz. 8–9.
- 1989 Csávoly földrajzi nevei. Mutatvány a készülő Bács-Kiskun megye földrajzi nevei című műből. In: Bács-Kiskun megyei honismereti közlemények 107–112. Kecskemét
- 1989 Történelmi múltunk a közgondolkodásban . A csávolyi falumúzeum 30 éves jubileumára. Bács-Kiskun megyei honismereti közlemények. 103–105. Kecskemét
- 1989 A magyarországi bunyevác-horvátok története. Povijest bunjevačkih hrvata u Madarskoj. 192 p. Kecskemét
- 1992 Aratóünnep – „Dužijanca” a csávolyi bunyevácok életében. In: Dunatáji találkozás [az előadások szövegét gond., a tanulmánykötetet szerk. Bárth János]. p. 137–144. Kecskemét
- 1995 A bácskai bunyevácok hitélete. In: Dunán innen, Tiszán innen. A Kecskeméti Katona József Múzeum Közleménye1 7. 155–163. Kecskemét.
- 1996 Milassin Miklós 1736–1811. In (szerk. Mándics Mihály): Milassin Miklós életútja. Csávolyi helytörténeti füzetek 1. 13–20. Csávoly
- 1996 A Milassin családfa kutatásáról. In (szerk. Mándics Mihály: Milassin Miklós életútja. Csávolyi helytörténeti füzetek 1. 66–72. Csávoly
- 1996 Karácsony és újév babonái In: Ártér p. 58-67.
- 1996 Žetva i dužijanca u Čavolju … In: Etnografija Hrvata u Madarskoj - A magyarországi horvátok néprajza III. Szerkesztő: Frankovity György. 115–130. Pécs
- 1997 A csávolyi bunyevácok rokonsági terminológiája. In: Tükörképek a Sugovicán [szerk. Bárth János] 89–96. Kecskemét
- 1997 Petres János (1876–1937). In (szerk. Mándics Mihály): Petres János – csávolyi esperes plébános – író és költő életútja. Csávolyi helytörténeti füzetek 2. 15–29. Csávoly
- 1997 Veliko prelo. In (szerk. Mándics Mihály): Petres János – csávolyi esperes plébános – író és költő életútja. Csávolyi helytörténeti füzetek 2. 60–70. Csávoly
- 1997 A harangok üzenete. In (szerk. Mándics Mihály): Petres János – csávolyi esperes plébános –író és költő életútja. Csávolyi helytörténeti füzetek 2. 75–80. Csávoly
- 1997 Egyházi személyek működése Csávoly községben 1730–1997-ig. In (szerk. Mándics Mihály): Petres János – csávolyi esperes plébános – író és költő életútja. Csávolyi helytörténeti füzetek 2. 81–87. Csávoly
- 1997 Običaji i vjerovanje vezani za zimu u Bunjevačkih Hrvata u Čavolju. In (szerk. Frankovity György): Etnografija Hrvata u Madarskoj - A magyarországi horvátok néprajza IV. 45–78. Pécs
- 1998 A csávolyi bunyevácok. Iz baštine čavoljskih hrvata bunjevaca. Csávolyi helytörténeti füzetek 3. 311 p. Csávoly
- 1999 Bunyevác juhászdinasztiák Csávolyon. In: Két víz között… [szerk. Bárth János] 177–180. Baja
- 1999 Kik is azok a bunyevácok? Múzeumi kutatások Bács-Kiskun megyében. 19–24. Kalocsa
- 1999 Csávolyi emlékhelyek. Csávolyi helytörténeti füzetek 4. 328 p. Csávoly
- 2000 Csávolyi parasztok. Csávolyi helytörténeti füzetek 5. 394 p. Csávoly
- 2000 Csávoly az évezredben. Csávolyi helytörténeti füzetek 6. 220 p. Csávoly
- 2001 Križevi krajputaši u Čavolju In: Etnografija Hrvata u Mađarskoj – A magyarországi horvátok néprajza 8. szám. Szerkesztő: Frankovity György. 93–103. Pécs
- 2002 A bácskai bunyevácok hitélete. In: Bácsország. Vajdasági Honismereti Szemle 2002/10–12. sz., p. 15–17. Szabadka
- 2002 A csávolyi katolikusok hitélete. Vjerski život katolika u Cávolju. Csávolyi helytörténeti füzetek 7. 131 p. Csávoly
- 2002 Az emberélet fordulói. Prekretnice u čovjekovom životu. Csávolyi helytörténeti füzetek 8. 340 p. Csávoly
- 2002 Ženski poslovi u Čavolju. In: Etnografija Hrvata u Mađarskoj – A magyarországi horvátok néprajza 9. sz. Szerkesztő: Frankovity György 171–178. Pécs
- 2003 Ősi bunyevác népszokás - "materice i oci". In: Bárth János (szerk.): Bács-Bodrogtól Bács-Kiskunig. Az V. Duna-Tisza közi nemzetközi néprajzi nemzetiség-kutató konferencia (Baja, 2002. július 18-19.) előadásai 203-212. p. Baja-Kecskemét
- 2003 Sudbina Bunjevačkih žena na selu. In (szerk. Đuro Franković): Pogledi I. Časopis za kulturu i društvena pitanja Hrvata u Mađarskoj 113–118. Budapest
- 2006 Egy csávolyi bunyevác család története. (Adatok a bunyevácok slingelt ruházatához.) In: Szavak szivárványa / szerk. Bárth János. p. 267–-275. Baja
- 2006 O šlingeraju bunjevačkih ruba. In (szerk. Rusz Boriszláv): Etnografija Srba u Mađarskoj. 183–189. Budapest
- 2006 Rad zaprežnim oruđem. (A földművelő munkák fogatolt eszközei.) In (szerk. Rusz Boriszláv): Etnografija Srba u Mađarskoj. 205–216. Budapest
- 2006 Zanati koji su izumrli na severu Bačke. (Kihalt mesterségek Észak-Bácskában.) In (szerk. Rusz Boriszláv): Etnografija Srba u Mađarskoj. 217–224. Budapest
- 2009 A csávolyi bunyevácok a templomban. In: Fakuló színek [szerk. Bárth János] 101–103. Kecskemét
- 2010 Bunyevácok és a tambura = Bunjevci i tambura. Csávolyi helytörténeti füzetek 10. 174 p. Csávoly
- 2010 A csávolyi Falumúzeum. In: Múltunk kincseiből merítve [szerk. Vargáné Blága Borbála]. 133–137. Baja
- 2011 Emlékek nyomában őseink földjén. In (szerk. Mándics Mihály): Hol van a hon? Csallóközből a Bácskába 253–256. Csávoly
- 2011 Priče sa bunjevački ’ salaša. Elbeszélések a bunyevácok tanyavilágából. 291.p. Csávoly (Csávolyi bunyevác dialektusban írva)
- 2013 Bandázás Csávolyon. In: Bácsország. Vajdasági Honismereti Szemle 64. sz. 2013/1. 38–44. Szabadka
- 2013 Csávolyi urbárium 1772. Csávolyi helytörténeti füzetek 11. 136 p. Csávoly
- 2013 Jubiláns a Csávolyi Honismereti Szakkör. Honismeret 41. évf. 3. sz. (2013. jún.), p. 59–60. Budapest
- 2014 Csávoly honismerete. Csávolyi helytörténeti füzetek 12. 439 p. Csávoly
- 2014 A jubiláló csávolyi bunyevác tánccsoport és nemzetközi simpozium. 332 p. Csávoly
- 2014 Két jellegzetes bunyevác népszokás – Az „Anyák és apák” napja. In (szerk. Székely András Bertalan): Válogatás a magyarországi nemzetiségek néprajzi köteteiből 7. 174–186. Budapest
- 2015 Bunyevácok és a tambura. In: Honismeret. 43. évf. 1. sz. (2015. febr.) p. 20–21. Budapest

## Díjai, elismerései
- Apáczai Csere János-díj (1974)
- Bács-Kiskun Megye Nemzeti Kisebbségeiért Díj (2003)
- A Magyar Köztársasági Érdemrend Lovagkeresztje (2008)
- Csávoly Község Díszpolgára” kitüntető cím (2009)

## Tisztségei
- Csávolyi falumúzeum alapítója
- A Bajai Bunyevác Tájház alapítója
- Csávolyi Horvát Nemzetiségi Önkormányzat elnöke